# Neues Greetsieler Sieltief
Das Neue Greetsieler Sieltief ist ein Wasserlauf in den Gemeinden Krummhörn und Hinte im Landkreis Aurich in Ostfriesland. Es handelt sich dabei, wie bei den meisten Tiefs in der Region, um ein (großteils) künstlich angelegtes bzw. ausgebautes Gewässer. Wie der Name bereits andeutet, dient es der Entwässerung der nur wenig über bzw. teils auch unter Normalhöhennull liegenden Region durch ein Siel, in diesem Fall dasjenige in Greetsiel.

## Verlauf

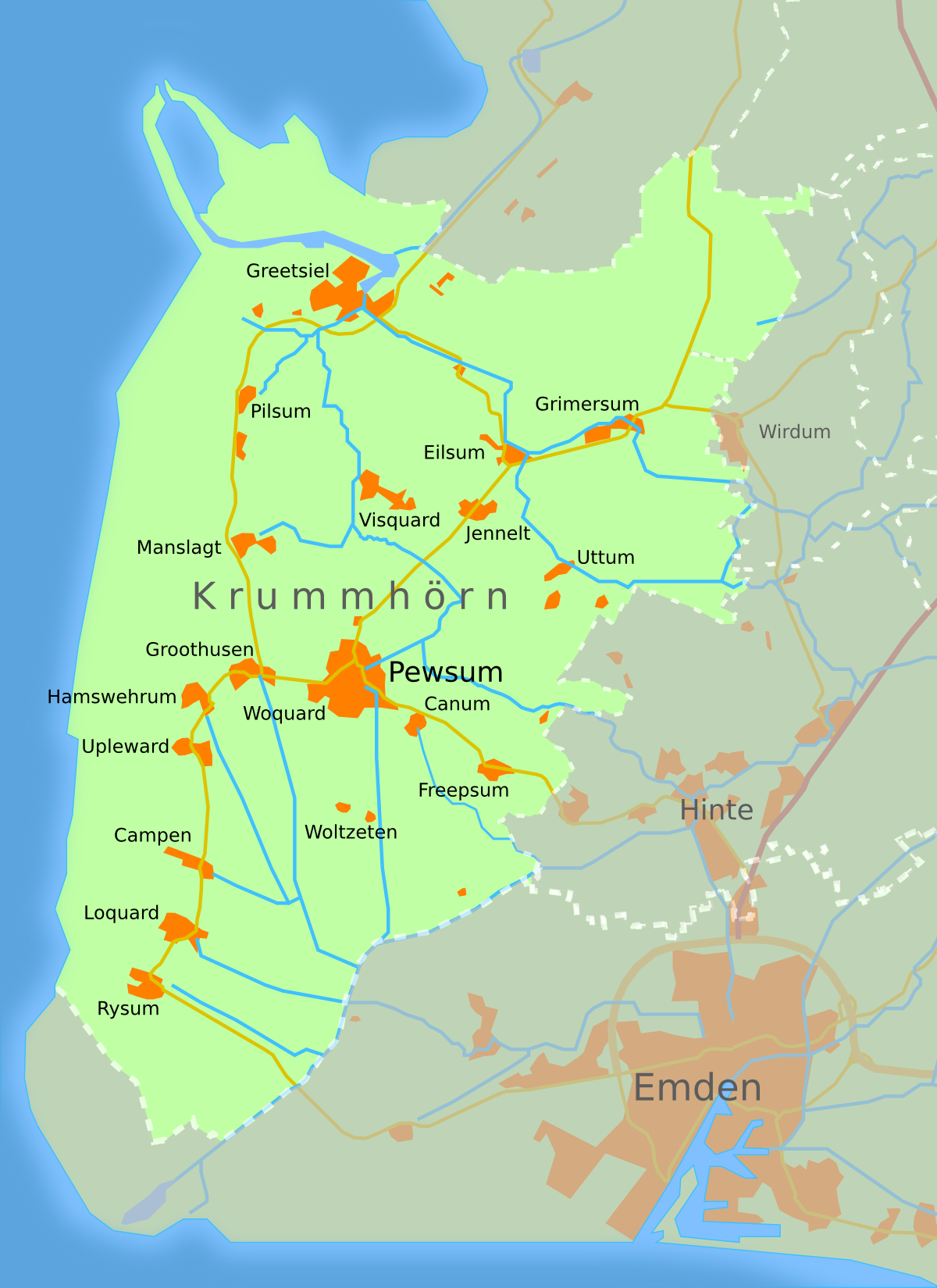
Karte der Region Emden / Hinte / Krummhörn: Das Neue Greetsieler Sieltief verläuft von Greetsiel (in der Karte oben links) nach Loppersum (Mitte rechts).

Das Neue Greetsieler Sieltief zweigt im Ortskern von Hinte (Hauptort der gleichnamigen Gemeinde) vom Knockster Tief ab und fließt in westlicher Richtung durch die Gemarkung der Krummhörner Ortschaft Freepsum, vorbei am ehemaligen Kloster Sielmönken, das heute ein größeres landwirtschaftliches Anwesen ist. Es verläuft weiter in westlicher Richtung auf Pewsum zu, knickt jedoch vor diesem Ort in Richtung Nordwesten ab und unterquert etwa auf halber Strecke zwischen Pewsum und Jennelt die Landesstraße 4. Es fließt am Ortskern von Visquard vorbei und fließt weiter in Richtung Nordwesten nach Greetsiel. In dem Sielort umschließt das Neue Greetsieler Sieltief zusammen mit dem Alten Greetsieler Sieltief den historischen Ortskern und fließt durch ein Siel in den Greetsieler Hafen, der über das in den 1990er Jahren gebaute Speicherbecken der Leyhörn in die Außenems und damit die Nordsee entwässert.

## Nebengewässer
In der Gemarkung Cirkwehrum nimmt das Neue Greetsieler Sieltief das Cirkwehrumer Tief auf, einen kurzen Stichkanal, der die genannte Ortschaft anbindet. Nahe Pewsum fließt dem Neuen Greetsieler Sieltief das Pewsumer Tief zu. Es bindet den Hauptort der Krummhörn an und fließt weiter in Richtung Süden, wo es auf das Knockster Tief trifft. Südlich von Visquard strömt aus westlicher Richtung das Manslagter Tief zu, kurz vor Greetsiel aus südwestlicher Richtung das Pilsumer Tief. Beide sind Stichkanäle, die die genannten Dörfer an das Wasserstraßennetz anbinden.

## Verkehrliche Bedeutung
Jahrhundertelang waren die natürlichen Tiefs und die Entwässerungskanäle, die die Krummhörn in einem dichten Netz durchziehen, der wichtigste Verkehrsträger. Über Gräben und Kanäle waren nicht nur die Dörfer, sondern auch viele Hofstellen mit der Stadt Emden und dem Hafenort Greetsiel verbunden. Besonders der Bootsverkehr mit Emden war von Bedeutung. Dorfschiffer übernahmen die Versorgung der Orte mit Gütern aus der Stadt und lieferten in der Gegenrichtung landwirtschaftliche Produkte: „Vom Sielhafenort transportierten kleinere Schiffe, sog. Loogschiffe, die umgeschlagene Fracht ins Binnenland und versorgten die Marschdörfer (loog = Dorf). Bis ins 20. Jahrhundert belebten die Loogschiffe aus der Krummhörn die Kanäle der Stadt Emden.“
Torf, der zumeist in den ostfriesischen Fehnen gewonnen wurde, spielte über Jahrhunderte eine wichtige Rolle als Heizmaterial für die Bewohner der Krummhörn. Die Torfschiffe brachten das Material auf dem ostfriesischen Kanalnetz bis in die Dörfer der Krummhörn, darunter auch nach Eilsum. Auf ihrer Rückfahrt in die Fehnsiedlungen nahmen die Torfschiffer oftmals Kleiboden aus der Marsch sowie den Dung des Viehs mit, mit dem sie zu Hause ihre abgetorften Flächen düngten.

## Entwässerung
Das Neue Greetsieler Sieltief ist neben dem Alten Greetsieler Sieltief und dem Knockster Tief einer der Hauptvorfluter für weite Teile des südwestlichen Ostfriesland. Zusammen mit seinen Nebengewässern entwässert es einen Teil der Kommunen Hinte, Krummhörn, Südbrookmerland und Samtgemeinde Brookmerland. Zuständig für die Unterhaltung des Neuen Greetsieler Sieltiefs und seiner Nebengewässer ist der I. Entwässerungsverband Emden mit Sitz in Pewsum, dem Hauptort der Krummhörn. Weite Teile des Verbandsgebietes liegen unter Normalhöhennull, so dass ohne ausreichende Entwässerung bei anhaltenden Niederschlägen jene Gebiete unter Wasser stehen würden.

## Tourismus
Das Neue Greetsieler Sieltief hat heute für den Warentransport keinerlei Bedeutung mehr. Jedoch wird es von Wassersportlern (Kanuten, Bootfahrern) in ihrer Freizeit genutzt. Allerdings besteht in Greetsiel kein unmittelbarer Zugang zur Außenems, da es dort keine Schleuse gibt. Die Verbindung zur Hochsee kann für Motorboote daher nur über die Seeschleusen in Emden erfolgen. Kanuten hingegen können in Greetsiel ihr Gefährt am Siel in den Hafen umtragen.